# Mahmoud Abdel-Aziz
Mahmoud Abdel-Aziz (arabisch محمود عبد العزيز, DMG Maḥmūd ʿAbd al-ʿAzīz; * 27. Juni 1990) ist ein ägyptischer Fußballspieler.

## Karriere

### Verein
Seine Karriere begann er in der Saison 2011/12 beim El Qanah FC. Von dort wechselte er Anfang 2013 zum Ismaily SC. Dort spielte er bis zum Ende des Jahres 2016 und schloss sich daraufhin dem Smouha SC an. Nach gut einem Jahr wechselte er zum al Zamalek SC, wo er bis heute spielt.

### Nationalmannschaft
In der Nationalmannschaft kommt er auf zwei Einsätze. Sein erster war am 25. Mai 2018 bei einem 1:1-Freundschaftsspiel gegen Kuwait in der Startelf stehend und wurde zur 66. Minute für Kahraba ausgewechselt. Sein zweiter war am 1. Juni 2018 bei einem 0:0-Freundschaftsspiel gegen Kolumbien. Diesmal wurde er zur 68. Minute für Samy Morsy eingewechselt.